# Xeno Müller
Pour les articles homonymes, voir Müller.
Xeno Müller, né le 7 août 1972 à Zurich, est un rameur suisse.

## Biographie
Xeno Müller obtient une médaille d'or aux Jeux olympiques d'été de 1996, puis une médaille d'argent à ceux de 2000 en skiff. Il est aussi trois fois vice-champion du monde (en 1994, 1998 et 1999) et deux fois vainqueur de la Coupe du monde. Diplômé de l'Université Brown, aux États-Unis, il vit en Californie. Il est marié à une américaine et a été naturalisé en 2004, en concourant pour son nouveau pays.